# Maillezais (tổng)
Tổng Maillezais là một tổng cũ thuộc tỉnh Vendée trong vùng Pays de la Loire, tồn tại từ năm 1790 đến tháng 4 năm 2015.

## Các xã
Tổng Maillezais bao gồm các xã sau:
- Maillezais (thủ phủ): 934 người (1999)
- Benet: 3 202 người (1999)
- Bouillé-Courdault: 457 người (2004)
- Damvix: 705 người (1999)
- Doix: 793 người (1999)
- Liez: 225 người (1999)
- Maillé: 730 người (2004)
- Le Mazeau: 439 người (1999)
- Saint-Pierre-le-Vieux: 922 người (2005)
- Saint-Sigismond: 326 người (2004)
- Vix: 1 684 người (2005)